# Сопи Смит
Џеферсон Рандолф "Сопи" Смит II (енгл. Jefferson Randolph "Soapy" Smith II; Округ Кауита, 2. новембар 1860 — Скагвеј, 8. јул 1898) био је познати преварант, власник коцкарских салона, и гангстер. Иако је путовао широм западног дела Сједињених Америчких Држава и тамо је преварио многе људе, најпознатији је по томе што је организовао многе криминалне операције у Колораду, Денверу , и Аљасци између 1879. и 1898.
У Денверу је имао неколико салона, сала за коцкање, продавница цигарета и кућа које су биле специјализоване за варање клијената. По целој земљи су га људи сматрали за лошег човека. Умро је у пуцњави у граду Скагвеј на Аљасци.

## Смрт
Дана 7. јула 1898. је Џон Даглас Стјуард донео злато у вредности од 2700$ у Скагвеј. Тројица људи из Сопијеве банде су украли врећу за златом. Стјуард је захтевао да му врате врећу, али су то одбили. 8. јулa 1898. је Соапи хтео отићи из града али му Франк Рејд, стражар који је пазио на град није хтео дозволити да изађе из града. Тада су и Сопи и Франк имали пушке. Настала је пуцњава у којој су обојица рањени. Сопијева последња реч била је Боже мој, не пуцај!. Неки су тада говорили да је други стражар Џеси Марфи испуцао метак који је убио Сопија. Соапи је умро на лицу места јер га је метак погодио у срце. Такође је добио и метак у леву ногу и леву руку. Три члана банде који су опљачкали Стјуарда, добили су затворску казну.